# El Mojó
El Mojó és una muntanya de 1.019 metres que es troba al municipi de Tagamanent, a la comarca del Vallès Oriental.